# Smilovský Mlýn
Smilovský Mlýn je osada nacházející se v údolí řeky Bystřice v Nízkém Jeseníku a patřící k Hrubé Vodě, místní části obce Hlubočky v okrese Olomouc v Olomouckém kraji. V místě je také železniční zastávka Hrubá Voda-Smilov, která se nachází na trati z Olomouce do Opavy. V místě býval také Smilovský mlýn (vodní pila na náhon u potoka Lichnička). a Mückův/Mueckův/Míkův mlýn (vodní tříselník a pila na náhonu Bystřice) Osada patřila k zaniklé německé vesnici Smilov, ve vojenském újezdu Libavá, jejíž ruiny se nachází východně od Smilovského Mlýna. Za první republiky byl Smilovský Mlýn také lákavým turistickým cílem. Roku 1892 zde byla zřízena železniční zastávka. V roce 1976 byl Smilovský Mlýn připojen ke Hrubé Vodě a Hlubočkám. Na místě zaniklého kostela se nachází pomník pořízený zdejšími rodáky s torzem původního pomníku padlým v první světové válce. V osadě je také kamenná kaplička z roku 1935, chráněný památný strom Javor klen u Smilovského mlýna, několik domů a chat. Smilovský Mlýn se nachází na hranici vojenského prostoru a tak je jeho východní okolí přístupné jen s povolením.

## Další informace
Okolní příkré srázy s kamennými sutěmi a skalními výchozí jsou chráněny v přírodní rezervaci Hrubovodské sutě (součást Přírodního parku Údolí Bystřice).
V místě se také nachází železniční a silniční most a také brod přes řeku Bystřici.
V místě se také nachází turistický přístřešek, informační tabule, naučná stezka Údolím Bystřice, turistická a cykloturistická stezka.
Smilovský mlýn obvykle bývá také vstupním stanovištěm pro návštěvu vojenského újezdu Libavá v rámci cyklo-turistické akce Bílý kámen.

## Galerie

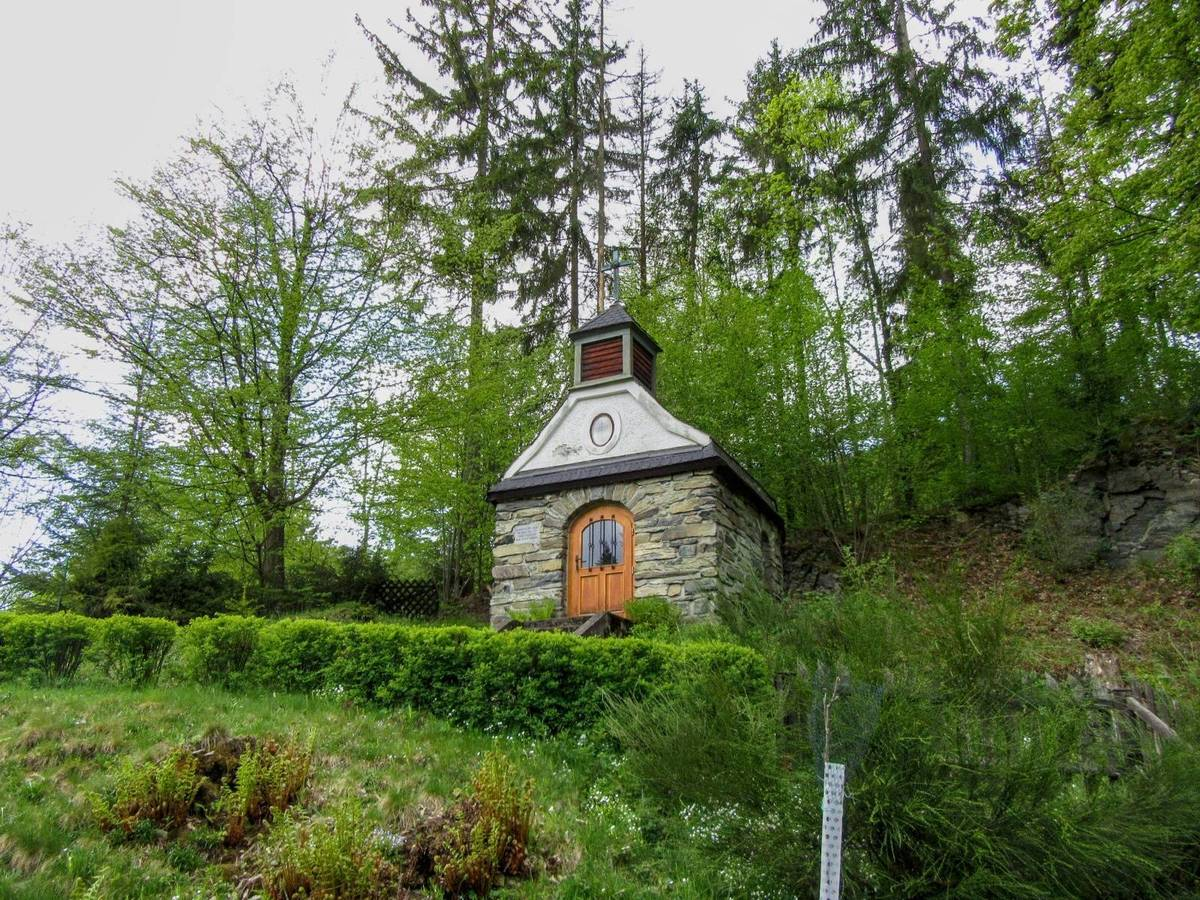
Kamenná kaplička
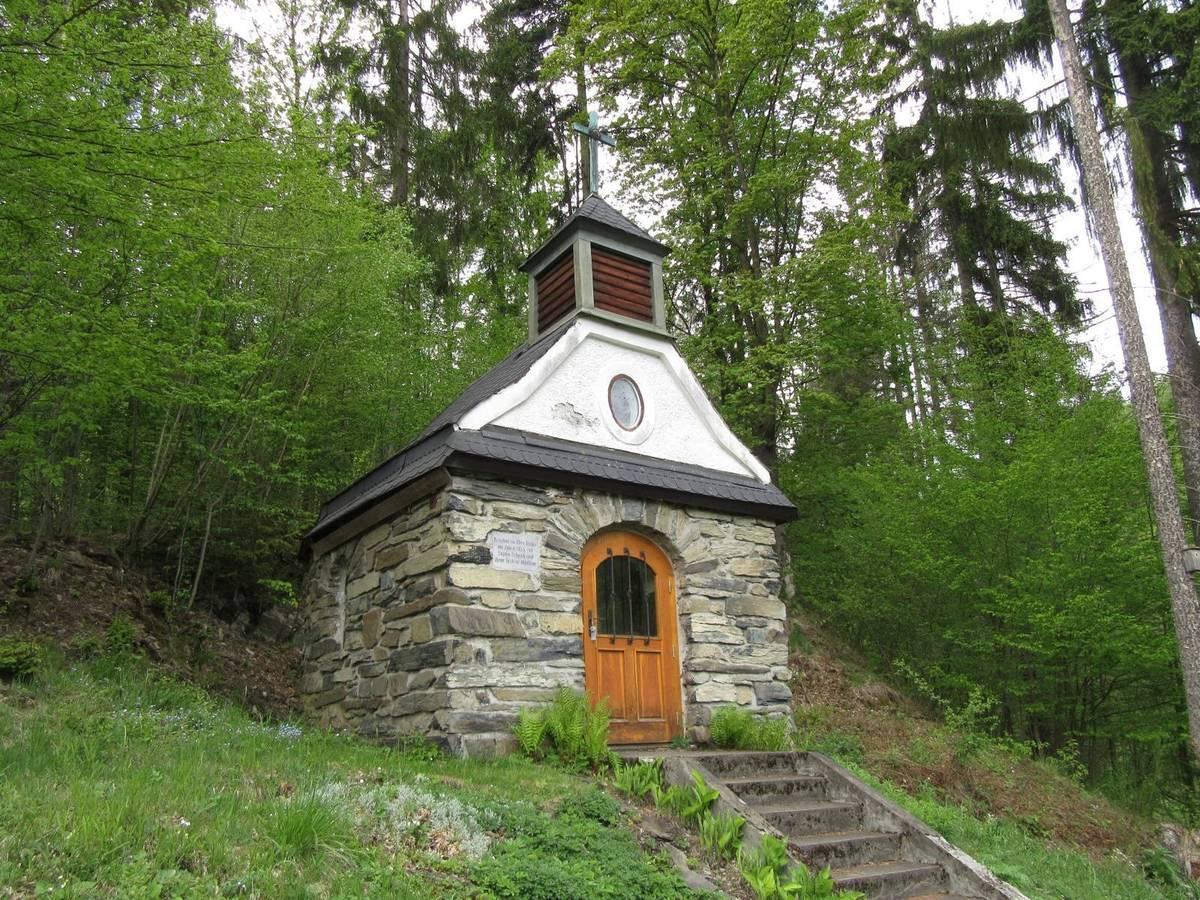
Kamenná kaplička
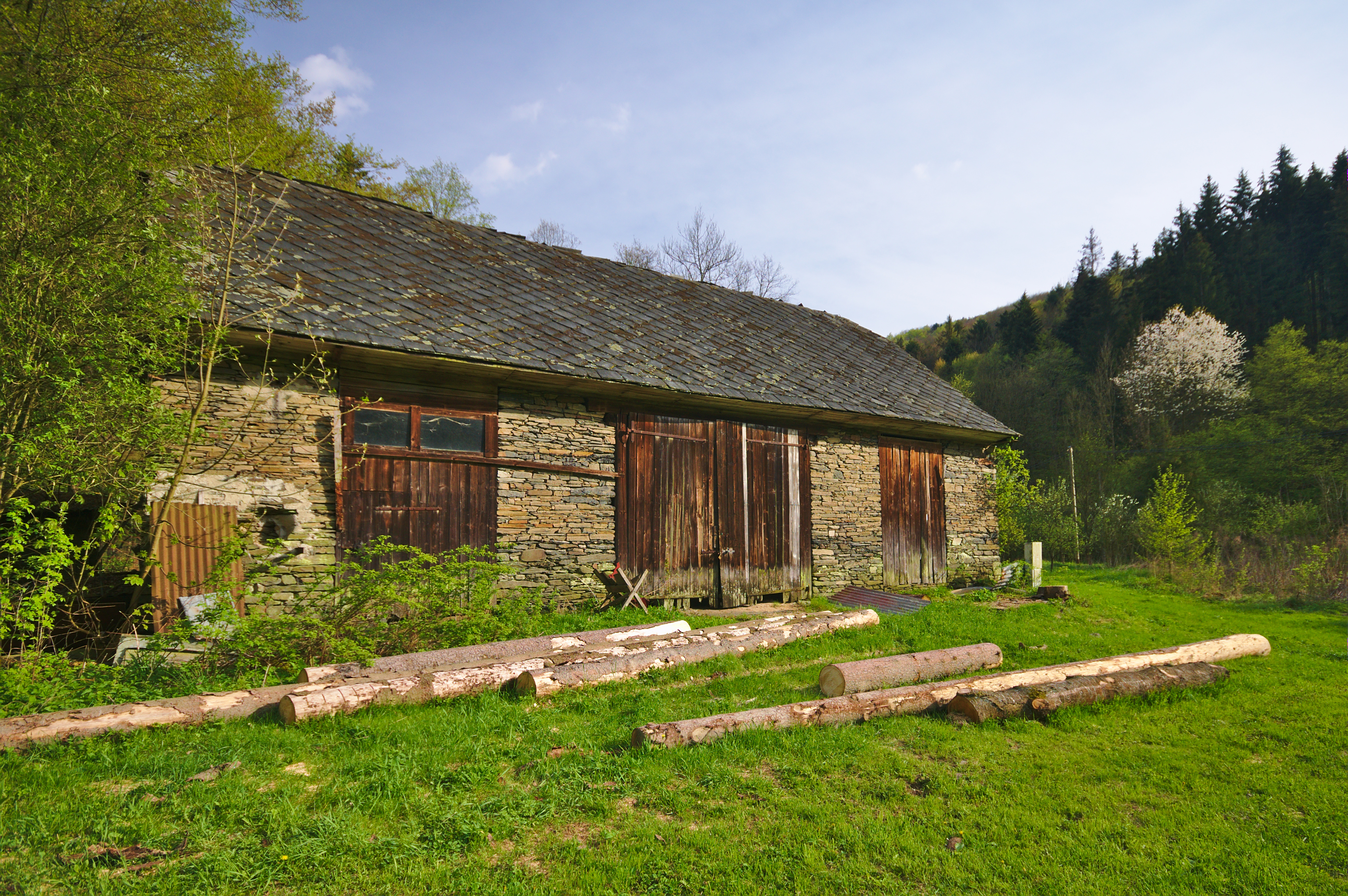
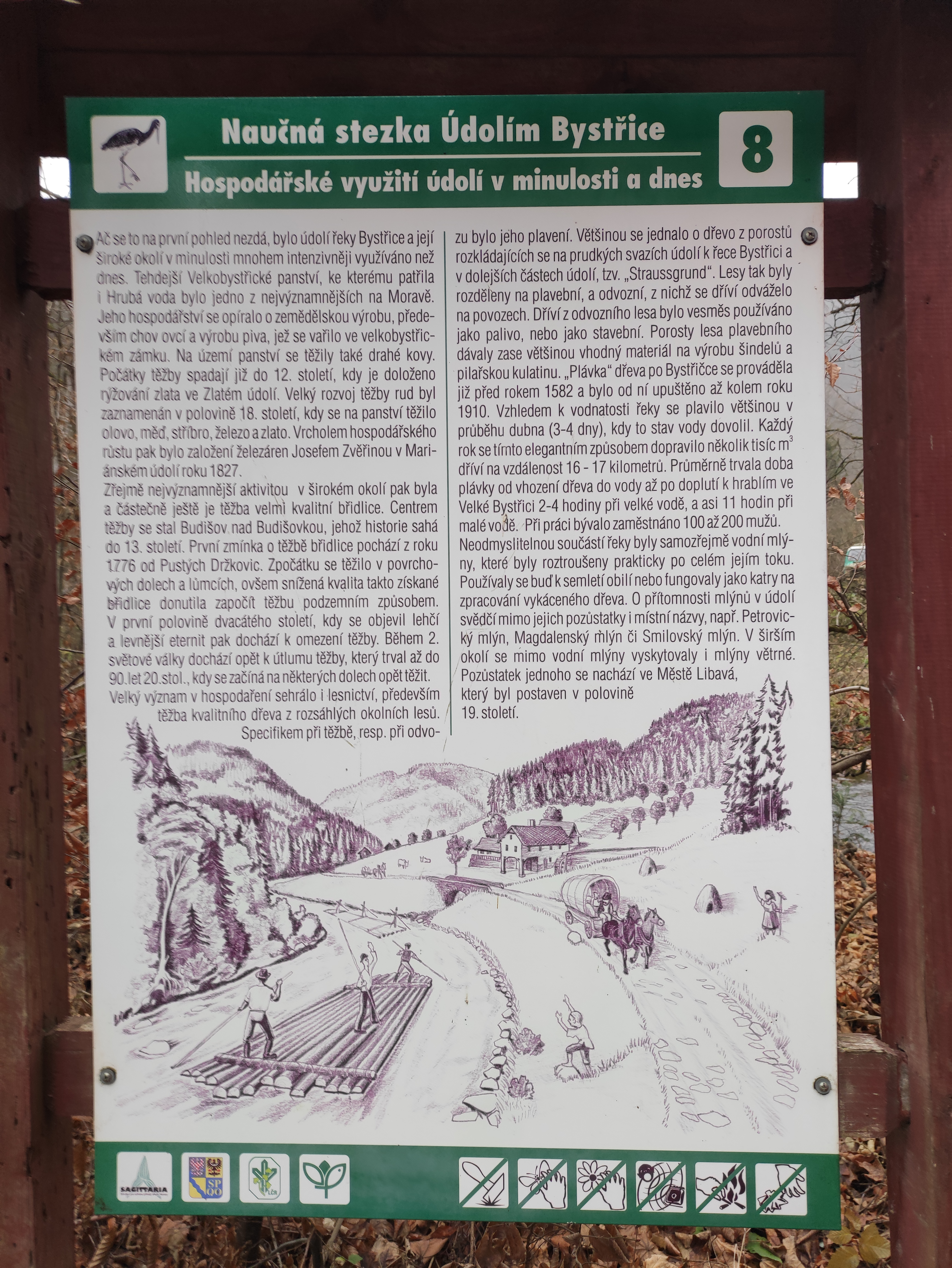
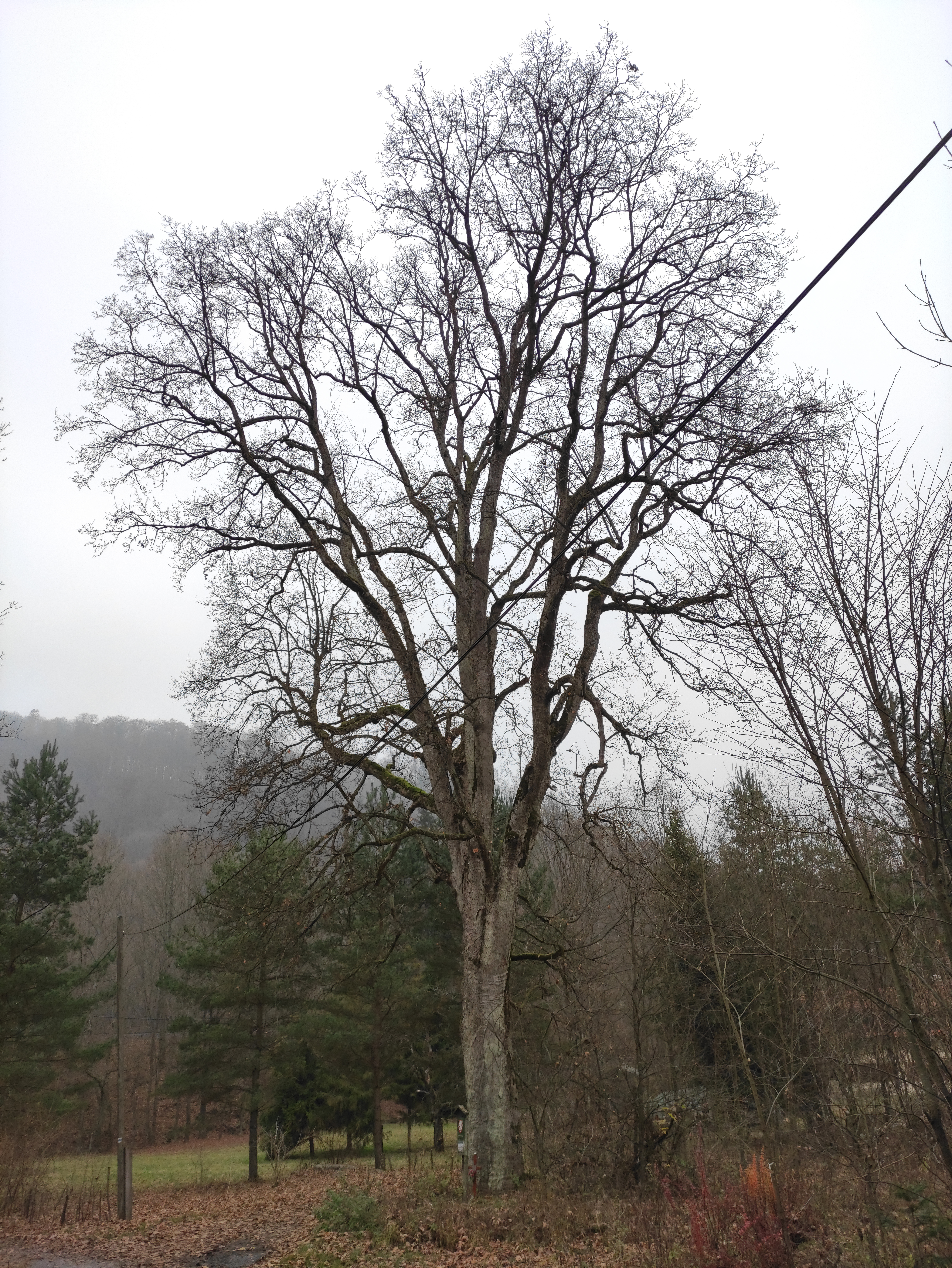